# Francisco González Elipe
Francisco González-Elipe y Camacho (Manzanares, 19 de enero de 1813-7 de septiembre de 1881) fue un político, jurista, poeta y dramaturgo español del Romanticismo.

## Biografía
Nació en 1813 en Manzanares. Hijo de Matías González-Elipe Maeso y de Juana Camacho Garrido y Sánchez Martín Ferreruelo. Fue político moderado, abogado y terrateniente en Manzanares (Ciudad Real). Como poeta fue sobre todo festivo y satírico; el Liceo de Madrid imprimió sus Poesías en 1842 con prólogo de Gregorio Romero Larrañaga. Con este y el conde de Fabraquer (D. José Muñoz Maldonado), escribió la comedia intitulada La vieja del candilejo (1838), sobre Pedro I el Cruel, y con el primero, El licenciado Vidriera, comedia inspirada en la novela ejemplar de Cervantes. Con Joaquín Hurtado de Mendoza arregló o tradujo, de Mélesville, El caballero de Griñón (1846) y El zapatero de Londres (1847). Son completamente suyos el drama Don Alonso de Solís y la comedia Cura deslices de amor más prudencia que vigor. Tradujo el drama El conde de Montecristo (1846), inspirado en la novela de Alejando Dumas. Colaboró en el Semanario Pintoresco. Fue amigo de Espronceda. Caballero de la Real Cruz de Isabel la Católica, diputado suplente por Ciudad Real en 1837 y senador de 1864 a 1865. Casó con Rosa de Guisasola y Álvarez de Acebedo y tuvo dos hijos: María González-Elipe de Guisassola, fallecida en 1911, y Manuel González-Elipe de Guissasola. Escribió su biografía Basilio Martín Castellanos, Biografía de D. Francisco González Elipe, diputado á Córtes, poeta lírico y dramático y escritor político (Madrid, 1849). Figura en el famoso cuadro de Esquivel. Falleció el 7 de septiembre de 1881.

## Obras
- Don Alonso de Solis: drama histórico, original, en tres actos, Madrid: Impr. de Salvador Albert, 1839.
- Con Gregorio Romero Larrañaga, El licenciado Vidriera comedia original en cuatro actos y en verso, Madrid: I. Boix, 1841.
- Con Joaquín Hurtado de Mendoza, El caballero de Griñón: comedia en dos actos, [S.l. s.n. 1846] y Madrid: Vicente de Lalama, 1847.
- Con Joaquín Hurtado de Mendoza, El zapatero de Londres: drama... en prosa [S.l. s.n. 1847].
- Con Joaquín Hurtado de Mendoza, El médico Negro: drama en cinco actos y siete cuadros, Madrid: Imp. de Vicente Lalama, 1847.
- Con José Muñoz Maldonado y Gregorio Romero Larrañaga, La vieja del candilejo: drama original en cinco actos y en verso, dividido en seis cuadros, Madrid: Impr. de J.M. Repullés, 1838.
- El Conde de Monte-Cristo: drama en diez cuadros, Madrid: Vicente de Lalama, 1849.
- Examen filosófico, crítico, político y jurídico de la circular del Fiscal del Tribunal supremo de justicia de 16 de agosto de 1865, relativa á la Ley de imprenta, Madrid: D. Pedro Montero, 1865.
- Consecuencias de un peinado: comedia en tres actos, Madrid: Vicente de Lalama, 1853.
- El diablo en Madrid: comedia en cinco actos y en prosa, Madrid; Vicente de Lalama, 1847.
- Poesías, Madrid: V. Lalama, 1842.
- Querer como no es costumbre; drama original en cuatro actos, escrito en variedad de metros'. Madrid: I. Boix, 1841.
- El seductor y el marido: comedia en tres actos, Madrid: Vicente de Lalama 1849
- Traducción de Eugène Scribe, Las desgracias de la dicha: comedia en dos actos, Madrid: Vicente de Lalama, 1853.
- A la Reina Nuestra Señora en su tránsito por la Provincia de Ciudad Real por el ferrocarril de esta ciudad a Lisboa: Soneto.